# Songs for the Deaf
Songs for the Deaf er det tredje studiealbum fra det amerikanske hard rock-band Queens of the Stone Age.